# Studnia Zygmunta
Studnia Zygmunta, Aven Zygmunta – jaskinia na Wyżynie Krakowsko Częstochowskiej. Znajduje się na wzgórzu Pustelnica w rezerwacie Sokole Góry w miejscowości Olsztyn w województwie śląskim, w powiecie częstochowskim.

## Opis obiektu
Od parkingu przy rezerwacie przyrody Sokole Góry prowadzi do jaskini szlak turystyczny i ścieżka dydaktyczna. Jaskinia znajduje się w dwóch trzecich wysokości północnego zbocza Pustelnicy, przy ścieżce prowadzącej do Jaskini Olsztyńskiej. Jej ogrodzony żerdkami otwór znajduje bezpośrednio przy ścieżce. Ma wymiary 2 × 1 m, owalny kształt i prowadzi do 3-metrowej studzienki. Jest on łatwa do pokonania. Od jej dna odbiega korytarzyk, który po 4 metrach zakręca w prawo, po następnych dwóch metrach kończy się. W latach 70. XX wieku na zakręcie korytarzyka istniała dwumetrowej głębokości studnia, uległa jednak zasypaniu.
Jaskinia powstała w wapieniach z okresu jury. Jest w całości widna. Ma próchniczne namulisko o dużej miąższości, ściany z dużą ilością polew naciekowych, a w niektórych miejscach na stropie kalcytowe szczotki. We wnękach ścian występują resztki glinki terra rosa. Nie zaobserwowano zwierząt ani roślin.

## Historia poznania
Początkowo było to wyrobisko poszpatowe. W latach 60. XX wieku intensywne prace eksploatacyjne prowadziła tu Młodzieżowej Grupa Grotołazów przy Speleoklubie Częstochowskim i to oni odkopali zasypaną studzienkę. Częścią wykopanego materiału zasypano boczną odnogę studzienki. Nazwa studni pochodzi od imienia Z. Łęskiego, który wraz z K. Kościeleckim był koordynatorem tych prac. Po raz pierwszy jaskinię wzmiankowali M. Szelerewicz i A. Górny w 1986 r. Obecny opis i plan jaskini sporządził. J. Zygmunt w 2000 r.

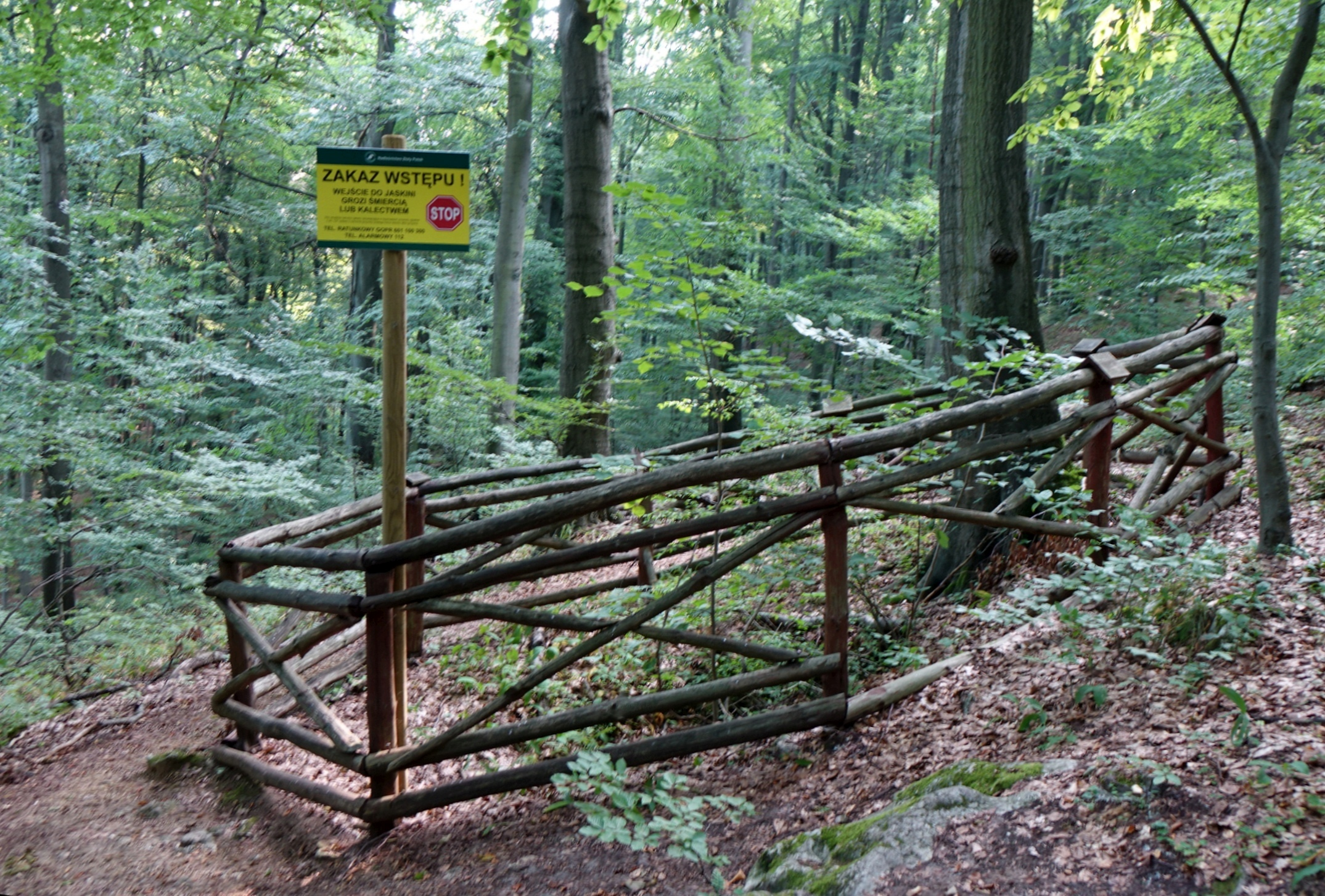
Ogrodzony otwór
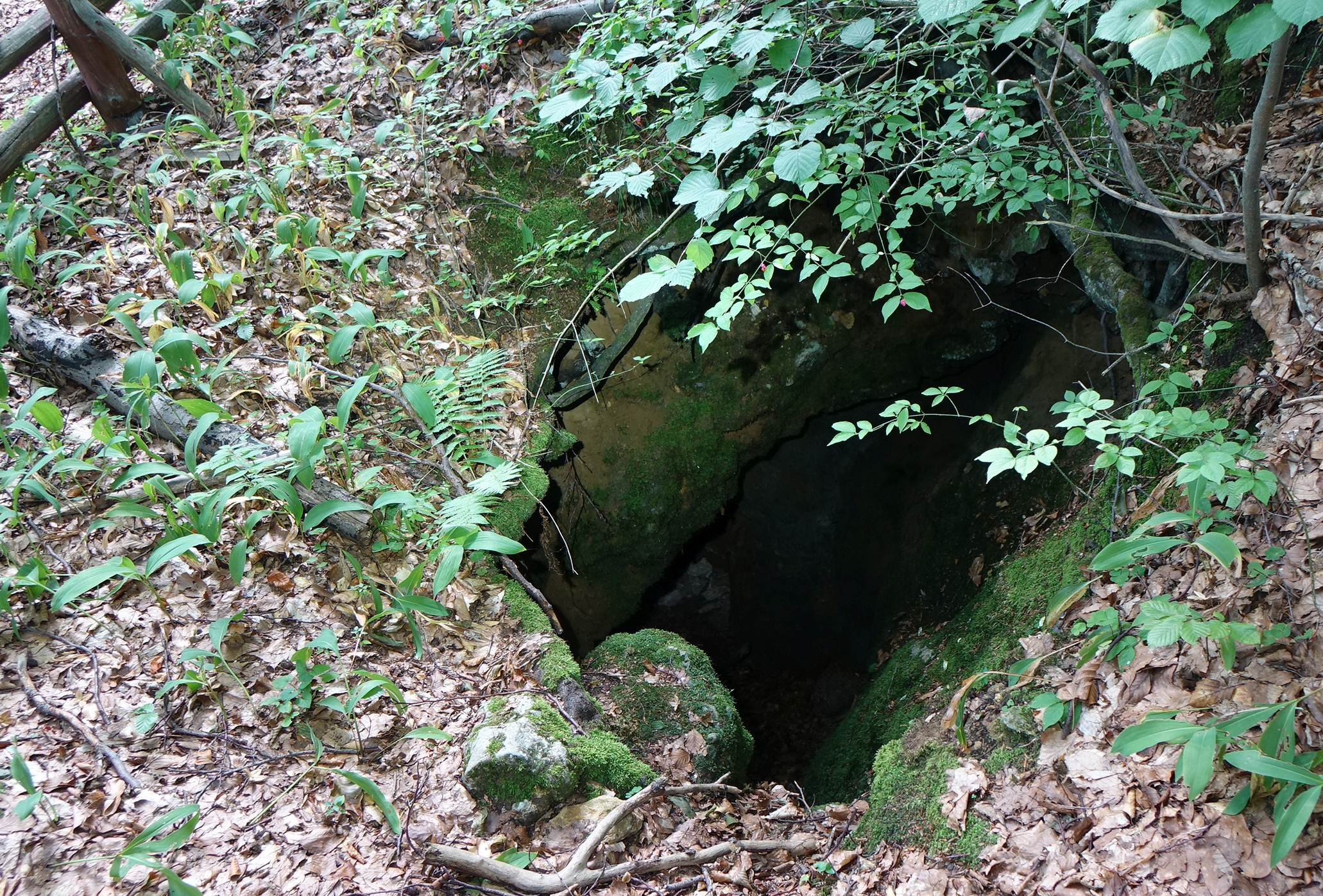
Studnia